# Tim Dog
Tim Dog, pseudoniem van Timothy Blair (New York, 3 januari 1967 – Atlanta, 14 februari 2013), was een Amerikaans rapper uit The Bronx.
Begin jaren negentig werd hij bekend met het nummer Fuck Compton, een diss richting de populaire rapformatie N.W.A. Velen zijn van mening dat dit het begin was van de rivaliteit tussen East Coast- en West Coast-hiphop in de jaren negentig.
Op 14 februari 2013 werd bekend dat Tim Dog zou zijn overleden aan de gevolgen van diabetes. Er verschenen echter ook berichten dat hij zijn dood in scène zou hebben gezet om van zijn vele schulden af te komen. Er zouden geen bewijzen zijn voor zijn overlijden, waarop de autoriteiten van Mississippi besloten een arrestatiebevel uit te vaardigen voor het geval hij nog in leven was. In september 2014 bevestigde NBC News uiteindelijk dat hij inderdaad op 14 februari 2013 was overleden, en wel in een herstellingsoord in Atlanta, blijkens een overlijdensakte die in DeKalb County was ingediend.

## Voetnoten
1. ↑  (en)  Rapper 'Tim Dog' May Have Faked His Death, wreg.com, 16 mei 2013
2. ↑  (en)  Mississippi authorities issue arrest warrant for 'dead' rapper Tim Dog, The Telegraph, 24 mei 2013
3. ↑  (en)  The Mystery of Rapper Tim Dog's Death Is Solved, NBC News, 15 september 2014

- Bibliothèque nationale de France: cb13987733c (data)
- Gemeinsame Normdatei: 134769953
- International Standard Name Identifier: 0000 0000 5519 4157
- Library of Congress Control Number: n92034665
- MusicBrainz: 8a536149-ced3-47f6-9fdd-f33f422c7c01
- Virtual International Authority File: 71587291
- WorldCat: E39PBJdrFTTcwmByqHJJFgMQMP